# Тимошенко Олександр Геннадійович
Олекса́ндр Генна́дійович Тимоше́нко (нар. 11 червня 1960, Дніпропетровськ, Українська РСР) — український бізнесмен, директор компанії «Єдині енергетичні системи України».

## Біографія
Народився в родині радянського функціонера Геннадія Опанасовича Тимошенка.
15 вересня 1979 — одружився з Юлією Тимошенко, майбутнім політиком і прем'єр-міністром України.
Тітка Ю.Тимошенко, Антоніна Ульяхіна розповідає, що після завершення літньої сесії в університеті її племінниця поїхала на літо працювати старшою вожатою у піонерський табір. Там же піонервожатим влаштувався її друг Олександр Тимошенко. Піонервожаті не просто подружилися, а й палко закохалися і після закінчення літа вирішили відразу ж поєднати свої долі.
1990-ті рр. — один із керівників корпорації ЄЕСУ («Єдині енергетичні системи України»).
18 серпня 2000 — Олександра Тимошенка та Валерія Фальковича (ще одного керівника ЄЕСУ) запросили на допит у Генеральну прокуратуру України, де їм висунули звинувачення у розкраданні державних коштів на суму 800 тис. доларів з використанням службових повноважень при здійсненні структурою «Украгротехсервіс» операцій з експорту металопрокату в країни Далекого Сходу. Вони були затримані й ув'язнені в Лук'янівському СІЗО м. Києва.
21 серпня — проти О. Тимошенка та В. Фальковича порушили кримінальні справи, їх було заарештовано (санкцію на арешт видав генеральний прокурор Михайло Потебенько). Дружина О.Тимошенка, Юлія Тимошенко, на той час займала посаду віце-прем'єра уряду України.
Листопад 2000 — Генпрокуратура відкрила ще одну кримінальну справу щодо О.Тимошенка — за фактом давання хабарів Павлу Лазаренку (тоді прем'єр-міністру України) на загальну суму $4,6 млн.
2 березня 2001 — генеральний прокурор України М.Потебенько підтвердив факт переведення О.Тимошенка та В.Фальковича з Лук'янівського СІЗО у слідчі ізолятори інших областей з метою попередження їх спілкування із заарештованою Юлією Тимошенко та між собою, оскільки всі вони проходили по одній справі (О.Тимошенка утримували в СІЗО м. Житомира).
9 серпня 2001 — рішенням Києво-Святошинського місцевого суду Київської області О.Тимошенко та В.Фалькович були звільнені з-під варти. Згодом це рішення підтримали Апеляційний суд Київської області та Верховний Суд України.
30 квітня 2002 — Києво-Святошинський місцевий суд Київської області закрив усі кримінальні справи, порушені щодо Олександра Тимошенка, скасував усі висунуті йому обвинувачення, а також визнав дії Генпрокуратури України щодо нього незаконними.
В січні 2012 був вимушений виїхати з України через загрозу арешту та посилений тиск на лідера опозиції через її родину. Отримав політичний притулок в Чехії.
Неодноразово закликав Віктора Януковича негайно звільнити його дружину у зв'язку з рішенням Європейського суду з прав людини.
Під час Революції гідності був одним із організаторів Євромайдану у Празі та створив Міжнародне громадське об"єднання «Батьківщина».
24 лютого 2014 року повернувся в Україну.

## Сім'я
- Батько — Тимошенко Геннадій Опанасович, радянський функціонер у Дніпропетровську, директор компанії «Єдині енергетичні системи України».
- Мати — Тимошенко Галина Олександрівна (народ. 29 жовтня 1936)[10][11].
  - Дружина — Тимошенко Юлія Володимирівна, український підприємець і політик.
    - Донька — Євгенія Тимошенко (* 1980), український підприємець.

## Власність
Має відношення до компаній:
- ТОВ «Фармасепт»
- ТОВ «Радекс груп»
- ТОВ «Геофорс» (спільно з Євгенією Тимошенко)
- ТОВ «Леді Ю»
- ТОВ «Проект А»
- ТОВ «Радекс — Трипілля» (кар'єр)
- ТОВ «Деосепт»
- ТОВ «Євразійський торговий дім» (спільно з Титаренко)
- ТОВ "Агросоюз «Фенікс» (перепелина ферма)
- «Britico Product s.r.o.» (Чехія)
- «Фолден Ентерпрайзес Лімітед» (Кіпр)
- «Romylos Trading Co.Limited» (Кіпр)
- СП «Енерготрейд»
- ТОВ «Міжнародні ділові проекти»
- ТОВ «Оригінал»
- ТОВ «Беютага».